# Bak Ignác Vilmos
Bak Ignác Vilmos (Back Ignác Vilmos) (Vágújhely, 1823. december 24. – Budapest, 1893. július 4.) teológus, publicista.

## Élete
Pozsonyban és Prágában tanulta úgy a bibliai, mint a világi tudományokat. Miután filozófiai doktorátust tett, két évig működött mint rabbi Csehországban, majd Makón, Szegeden és Nagyváradon. A szabadságharc idején Pesten volt hírlapíró, a Bach-korszakban Gyulán, Bécsben. 1873-ban. Pozsonyban töltött be rabbiálllást, de már 1874. kezdve állandóan Pesten élt, mínt szerkesztő és antikvárius. A szabadságharc alatti dolgozatai a Pester Zeitung-ban és az Ungar-ban jelentek meg. Horn Edével együtt szerkesztette a „Die Theisz” című politikai lapot 1849., de ennek csupán négy száma jelent meg. 1874-ben a „Der Beobachter für jüdische Zustande” című lapot Pozsonyban szerkesztette Dr. Josephus álnéven, 1874-től pedig Budapesten szerkesztette a „Der Ungarische Israelit” című hetilapját. Az ifjúság részére is szerkesztett egy hetilapot „Die Taube” címen. Halálát szervi szívbaj, tüdővizenyő okozta 1893. július 4-én este 11 órakor. Felesége Weiss Júlia volt.